# إيرينا أليكساندروفا
إيرينا أليكساندروفا (بالإسبانية: Irina Alexandrova) مواليد 2 أكتوبر 1994، هي لاعبة كرة يد كازاخستانية تلعب كظهير أيسر. مثلت منتخب كازاخستان لكرة اليد للسيدات.

## سجل المنافسة
شاركت في البطولات التالية:
- بطولة العالم لكرة اليد للسيدات 2015